# Valerio Massimo
Valerio Massimo (ur. 14 lutego 1981 w Posillipo) – włoski wioślarz.

## Osiągnięcia
- Mistrzostwa Świata Juniorów – Płowdiw 1999 – dwójka bez sternika – 7. miejsce[1].
- Mistrzostwa Świata – Lucerna 2001 – ósemka – 11. miejsce[1].
- Mistrzostwa Świata – Sewilla 2002 – dwójka ze sternikiem – 6. miejsce[1].
- Mistrzostwa Świata – Mediolan 2003 – czwórka ze sternikiem – 6. miejsce[1].
- Mistrzostwa Świata – Banyoles 2004 – czwórka ze sternikiem – 1. miejsce[1].
- Mistrzostwa Świata – Gifu 2005 – czwórka bez sternika – 7. miejsce[1].
- Mistrzostwa Świata – Eton 2006 – czwórka bez sternika – 12. miejsce[1].
- Mistrzostwa Świata – Monachium 2007 – dwójka ze sternikiem – 2. miejsce[1].
- Mistrzostwa Świata – Linz 2008 – dwójka ze sternikiem – 4. miejsce[1].